# 马德里自治区区旗

1983年之前使用的马德里省旗帜

马德里自治区区旗（西班牙語：Bandera de la Comunidad de Madrid），是马德里自治区的区旗，从1983年12月23日起开始采用。

## 象征意义
红色背景象征着卡斯蒂利亚地区，白色的五角星则表示原来马德里省的7个行政区域：马德里、埃纳雷斯堡、托雷拉古纳、圣马丁-德巴尔代格莱西亚斯、埃斯科里亚尔、赫塔费和钦琼。这7颗五角星也可以理解为大熊座的北斗七星：瑤光、開陽、玉衡、天權、天璣、天璇和天樞，暗指马德里盾徽中的熊。每颗星的五个角象征与马德里自治区接壤的五个省份：瓜达拉哈拉省、昆卡省、托莱多省、阿维拉省和塞哥维亚省。

## 背景颜色
马德里自治区第2/1983号法律及1984年第2/1984号补充法律规定旗帜的背景颜色为緋紅色，现行的马德里自治区自治法案也规定为緋紅色。然而在很多情况下，人们使用与西班牙国旗相同的红色而非绯红色。马德里自治区首任主席华金·莱吉纳指出，马德里自治区与古卡斯蒂利亚王国有着紧密的历史联系，应该具有与卡斯蒂利亞王權相同的标志性颜色——红色。

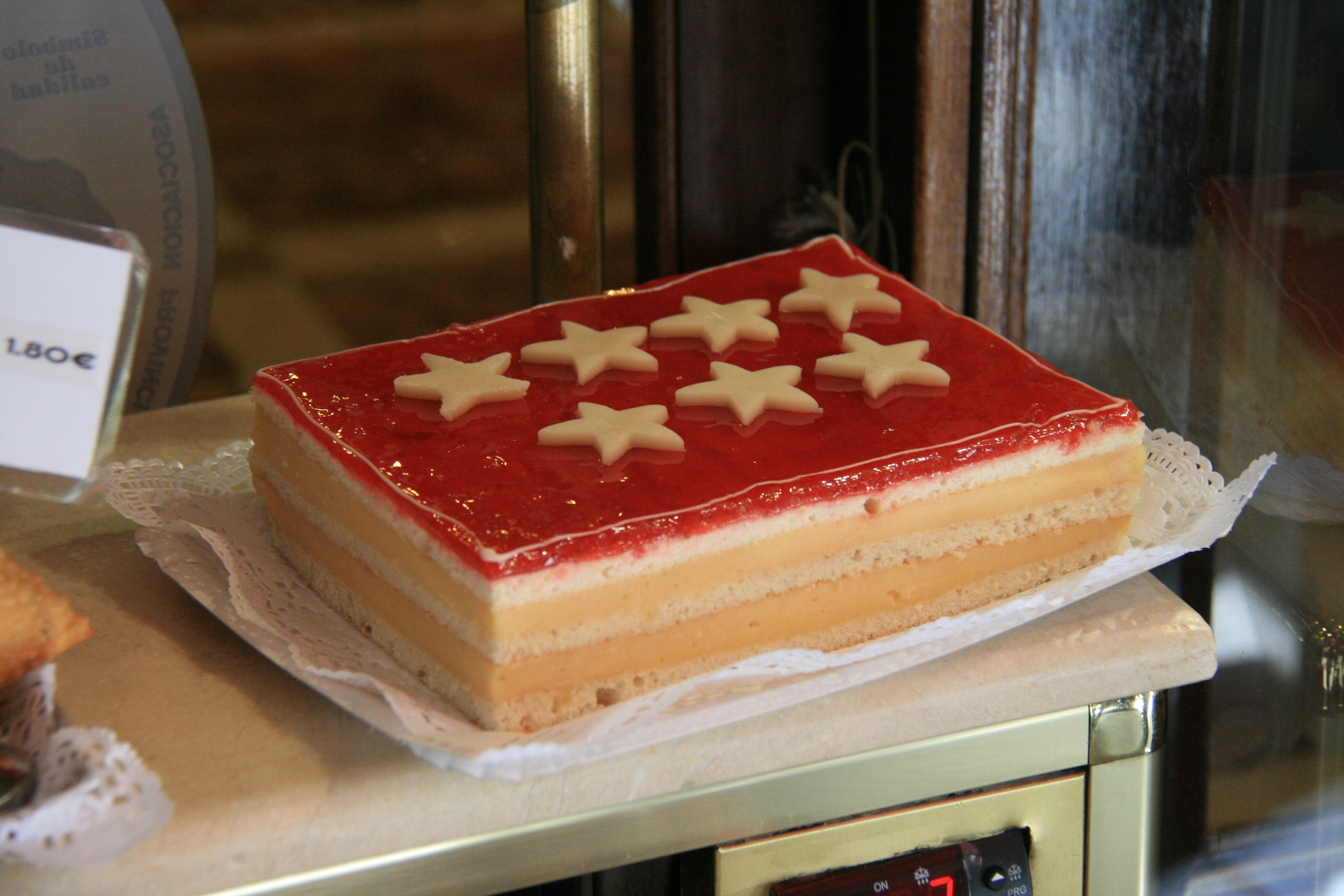
以区旗为造型的撻